# 菲勒伦
菲勒伦（法語：Fulleren，法語發音：[fyləʁən]）是法国上莱茵省的一个市镇，属于阿尔特基什区。

## 地理
菲勒伦（47°35'38"N, 7°8'46"E）面积5.31 平方千米，位于法国大東部大區上莱茵省，该省份为法国东部内陆省份，是阿尔萨斯的一部分，今与下莱茵省组成了阿尔萨斯欧洲集体，其北临下莱茵省，西接孚日省，西南接贝尔福地区省，东侧沿莱茵河与德国相望，南与瑞士接壤。
与菲勒伦接壤的市镇（或旧市镇、城区）包括：巴莱尔斯多尔、卡尔斯帕克、因德林根、梅尔岑、伊尔茨巴克。
菲勒伦的时区为UTC+01:00、UTC+02:00（夏令时）。

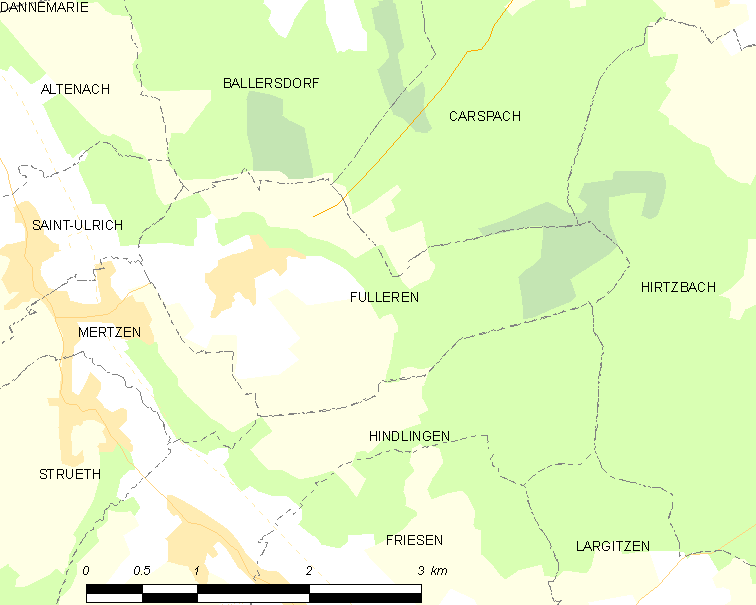
菲勒伦的OSM定位图

## 行政
菲勒伦的邮政编码为68210，INSEE市镇编码为68100。

## 政治
菲勒伦所属的省级选区为马斯沃-尼德布吕克县。

## 人口

1962-2008年间菲勒伦人口变化图示

菲勒伦于2022年1月1日时的人口数量为337人。